# Kaukasiska emiratet

Kaukasiska emiratets flagga

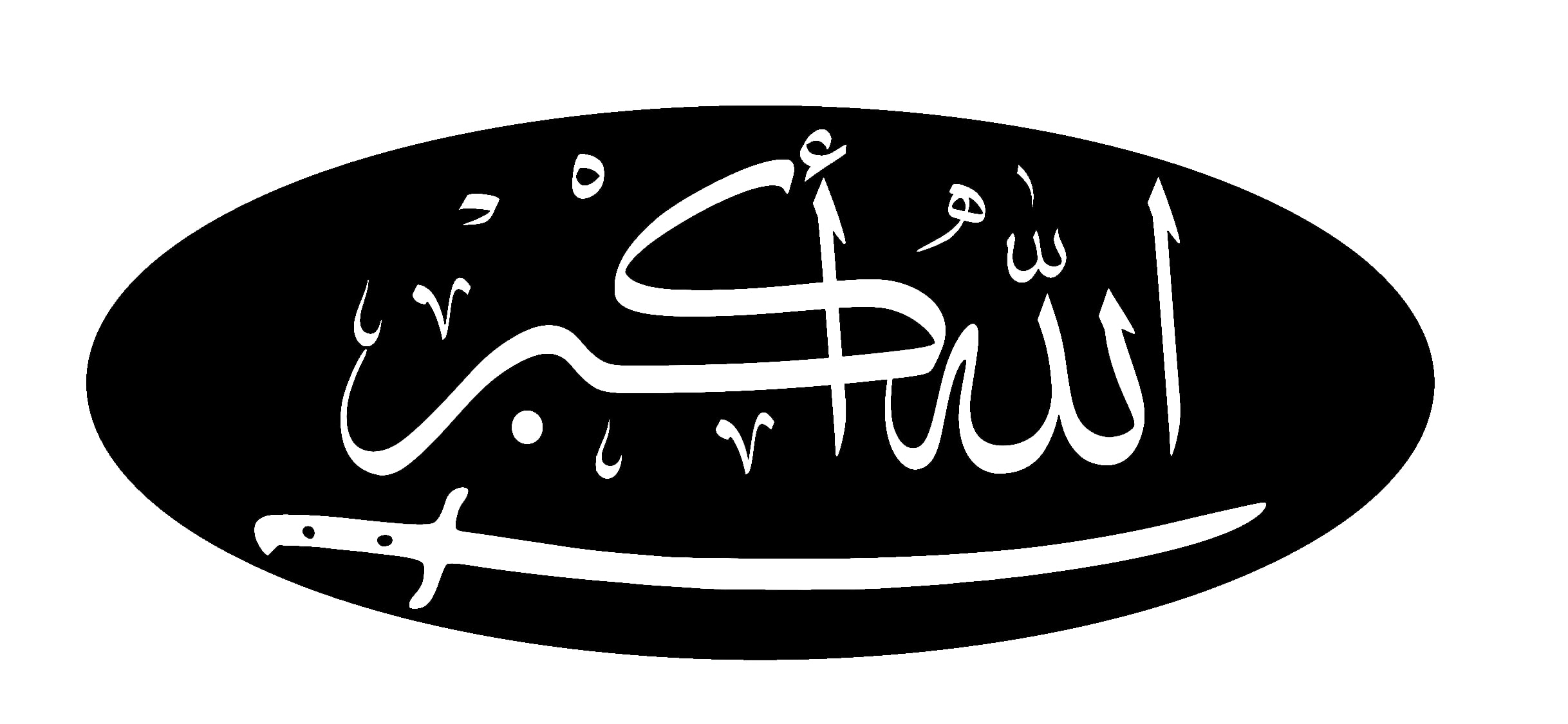
Kaukasiska emiratets statsvapen

Karta över Kaukasiska emiratets område

Kaukasiska emiratet (tjetjenska: Имарат Кавказ, Imarat Kavkaz (IK), ryska: Кавка́зский эмира́т, Kavkazskij emirat, arabiska: إمارة القوقاز الإسلامية) är en separatiststat som förklarades den 31 oktober 2007, som definierar sina territorier som Ryssland, Nordkaukasien. Emiratet har definierats som en terroristorganisation av åtminstone Ryssland, FN, USA och Storbritannien.
Den 31 oktober 2007 rapporterade Chechenpress, ett informationsbyrå för den internationellt okända Itjkeriens separatistregimen, att ”president” Doku Umarov hade förklarat emiratet i Kaukasus och förklarat sig emirat och därmed avskaffade Tjetjenska republiken Itjkerien och dess ordförandeskap. Umarov meddelade avskaffandet av presidentskapet, parlamentet och Itjkeriens regeringen den 11 december 2007 och utsåg Tjetjenien till en av provinserna i emiratet.
Emiratet är påstått uppdelat i följande provinser (Vilajat)
- Vilajat Dagestan (Republiken Dagestan)
- Vilajat Nochtjijtjö (Tjetjenska republiken)
- Vilajat Ghalghajtjö (Republiken Ingusjien)
- Vilajat Hirijtjö (Ossetien)
- Vilajat Noghij (Nogajien bostadsområde i Stavropol kraj)
- Vilajat Ghebartojn-Balkcharojtjö (Kabardino-Balkariska republiken) och Kcharatjoj-Tjerazijtjö (Karatjajevo-Tjerkessiska republiken)